# 17488 Mantl
17488 Mantl è un asteroide della fascia principale. Scoperto nel 1991, presenta un'orbita caratterizzata da un semiasse maggiore pari a 2,7345748 UA e da un'eccentricità di 0,0965322, inclinata di 3,94173° rispetto all'eclittica.